# 小行星18883
小行星18883（18883 Domegge）是一颗绕太阳运转的小行星，为主小行星带小行星。该小行星于1999年12月31日发现。

## 轨道参数
小行星18883的轨道半长轴为3.0635789 UA，离心率为0.105。